# 末永佳子
末永 佳子（すえなが よしこ、1990年10月12日 - ）は、日本のグラビアアイドル。
千葉県出身。ギャラクシープロモーション所属。

## 来歴・人物
2005年10月から2006年1月にかけて、「Prismix↑（ぷりずみっくす）」という5人組のアイドルユニット、自称「最強の前座アイドル」としてライブハウスで行われるアイドルライブの前座ライブを中心に活動（末永佳子/河井美咲/石井美澄/岸波莉穂/石渡礼乃）。
公式ブログは、2006年5月以降ライブドアブログだったが、2008年5月14日からアメーバブログに変更。
2008年6月、スパイラルプロモーションからスパイラル・エンタテインメントに移籍。
お米アイドル「米ドル（マイドル）」としても活動（出身地・千葉県の公認）。『よしこまち』という、自分で栽培し作った米を発売している。
2012年12月 - 2013年10月、佐藤千聖とユニット「ワクワクギルル〜倭国乙女〜」として活動。
特技は剣道、趣味はメイクをしてあげること。チャームポイントは、長いまつ毛。

## 出演

### テレビ番組
- ミラクルH（2006年、テレビ東京）
- 第三惑星アイドル（2007年、日本テレビ）
- さまぁ〜ず式（2009年3月3日、TBS）
- 新知識階級 クマグス（2010年8月12日、TBS）

### 電子写真集
- 現役女子高生グラビア 末永佳子 15歳 写真集 シリーズ　Vol,1-Vol,14
- 末永佳子 電子写真集（アスペクトデジタルメディア）
  - Part1「放課後は水着が制服」
  - Part2「佳子はケーキがいいんですぅ」

### 雑誌
- ヤングガンガン　No,14（2006年7月21日） 第2期 グラビア登NEW門 第1回
- ヤングアニマル
  - 2007年No,19（2007年9月28日） 表紙&巻頭グラビア
  - 2007年No,20（2007年10月12日） 表紙&巻頭グラビア キミキスコスプレ 川村あんな/末永佳子/神田茉里奈
  - 2008年No,11（2008年5月23日） 付録スペシャルDVD「女子高生のひみつ」+センターグラビア 末永佳子/しほの涼
- ヤングアニマル嵐　No,3（2008年2月1日） 巻頭グラビア 末永佳子/しほの涼
- Berrys
  - vol.1（2006年7月）
  - vol.3（2006年12月）
  - vol.4（2007年3月）
- ケガドル!〜桃十字病院のホータイ系少女たち（2007年7月、発売元：ワニブックス）
- めっちゃいもうと+（2007年7月25日、コアマガジン）
- ベッピンスクール
- 週刊プレイボーイ No,24（2008年6月2日） ミクロちゃん倶楽部

## 作品

### DVD
- 天使の瞳（2006年、GPミュージアムソフト）
- ちびカワ（2006年、ぶんか社）
- Love Fortune（2006年、英知出版）
- ANGEL’S SMILE（2007年、晋遊舎）
- Virgin Memory 微風の誘惑（2007年、ビーエムドットスリー）
- Silky（2007年、エイベックス・マーケティング）
- Kiss Kiss Kiss（2007年、フォーサイド・ドット・コム）
- Sweet YOKKO（2008年、ポニーキャニオン）
- Fresh eye（2009年、グラッソ）

## 書籍

### 写真集
- Angel's Smile（2007年、晋遊舎、撮影:会田定広） ISBN 978-4883806188